# Mele-fila
Pour les articles homonymes, voir Mele (homonymie) et Fila (homonymie).
Le mele-fila est une langue polynésienne, parlée au Vanuatu par 3 500 locuteurs — plus de deux mille dans un village Mele près d’Éfaté ; mille sur Ifira. La langue est aussi appelée fila-mele et ifara-mele. Il y a des différences significatives entre le mele et le fila. C’est une langue SVO. Contrairement à la plupart des autres langues au Vanuatu, le mele-fila est une langue polynésienne.